# Schweizer Badmintonmeisterschaft 2023
Die Schweizer Badmintonmeisterschaft 2023 fand am 4. und 5. Februar 2023 in Widen statt. Zwei Wochen zuvor, am 21. und 22. Januar 2023, fand die Qualifikation zur Meisterschaft statt.

## Medaillengewinner
| Disziplin    | Gold                            | Silber                                | Bronze                                 |
| ------------ | ------------------------------- | ------------------------------------- | -------------------------------------- |
| Herreneinzel | Tobias Künzi                    | Nicolas A. Müller                     | Joel König                             |
| Herreneinzel | Tobias Künzi                    | Nicolas A. Müller                     | Julien Scheiwiller                     |
| Dameneinzel  | Jenjira Stadelmann              | Milena Schnider                       | Julie Franconville                     |
| Dameneinzel  | Jenjira Stadelmann              | Milena Schnider                       | Dounia Pelupessy                       |
| Herrendoppel | Oliver Schaller Andreas Zbinden | Thibault Bernetti Anthony Dumartheray | Arthur Boudier Minh Quang Pham         |
| Herrendoppel | Oliver Schaller Andreas Zbinden | Thibault Bernetti Anthony Dumartheray | Christian Kirchmayr Cedric Nyffenegger |
| Damendoppel  | Céline Burkart Nicole Schaller  | Aline Müller Caroline Racloz          | Lucie Amiguet Vera Appenzeller         |
| Damendoppel  | Céline Burkart Nicole Schaller  | Aline Müller Caroline Racloz          | Cloé Brand Julie Franconville          |
| Mixed        | Minh Quang Pham Caroline Racloz | Mathias Bonny Céline Burkart          | Anthony Dumartheray Julie Franconville |
| Mixed        | Minh Quang Pham Caroline Racloz | Mathias Bonny Céline Burkart          | Arthur Boudier Aline Müller            |